# Friedrich Gurschler
Friedrich Gurschler (* 8. Februar 1923 in Schnals, Südtirol, Italien; † 18. Januar 2020 in Meran, Südtirol, Italien) war ein freischaffender Künstler. Er lebte und arbeitete in Töll/Partschins. 

## Biographie

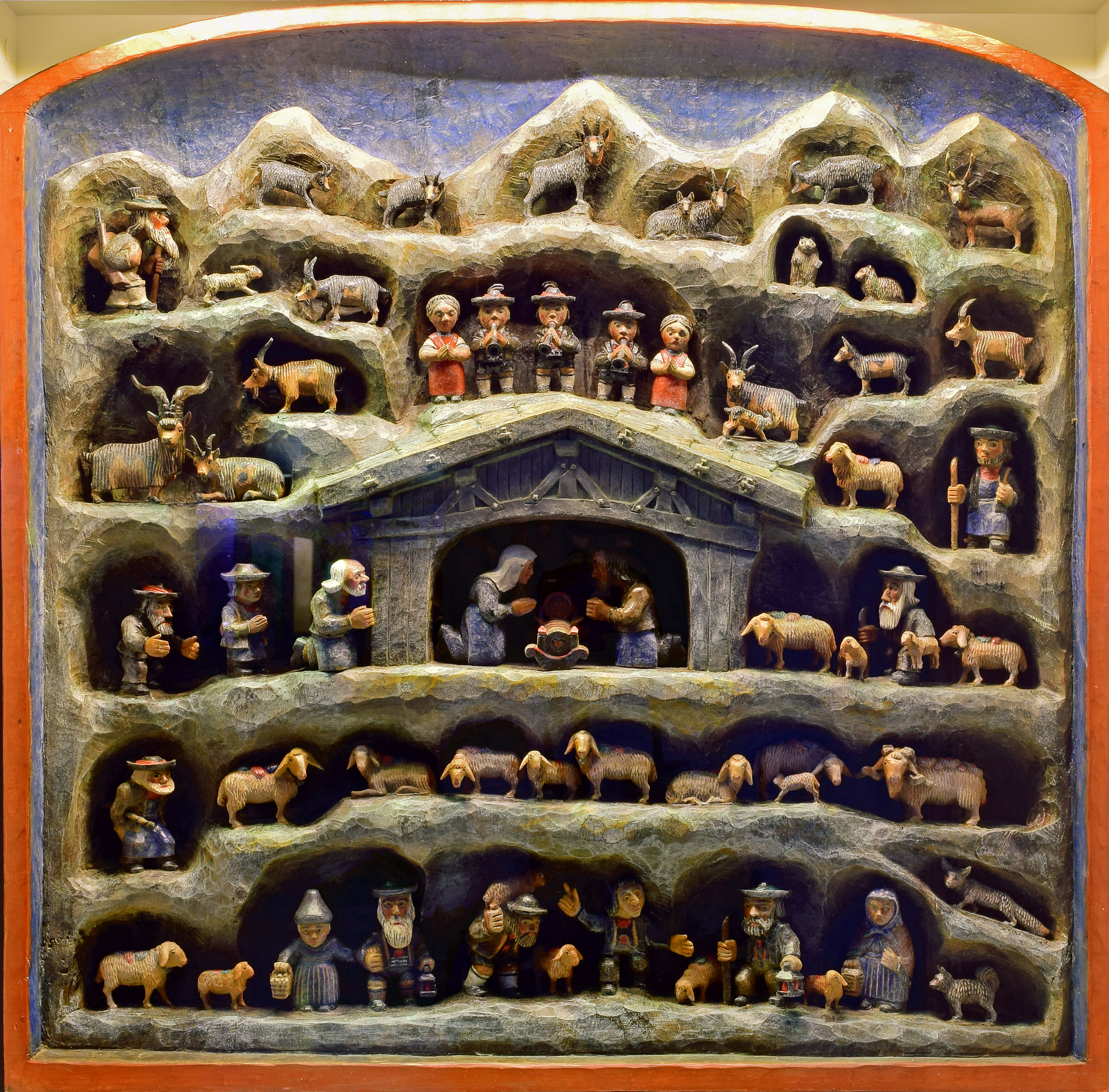
Krippe von Friedrich Gurschler im Tiroler Volkskunstmuseum (1987)

Nach dem Kriegsdienst in den Jahren 1944/45 arbeitete Gurschler drei Jahre als Knecht im Schnalstal. Danach besuchte er die Kunstschule St. Ulrich in Gröden bei dem Bildhauer Vigil Pesvosta da Banch. Vier Jahre später schloss er diese Ausbildung ab, ging nach Nürnberg und studierte dort Bildhauerei an der Akademie der Bildenden Künste. Gurschler besuchte in dieser Zeit auch Vorlesungen über Architektur und interessierte sich für Studien der Tieranatomie. Er schloss 1958 das Studium als akademischer Bildhauer ab. Nach dem Studium kehrte er nach Südtirol zurück, um dort zu leben und zu arbeiten. 
Die Skulpturen, Malereien und Holzschnitte von Gurschler stellen oft Szenen aus dem sakralen Bereich dar. Andere Themen, denen er sich widmete, sind Tierplastiken und Akt-Arbeiten.

## Ehrungen
- Verdienstkreuz des Landes Tirol (1983)
- Ehrenbürger von Schnals (1987)
- Ehrenzeichen des Landes Tirol (1996)
- Walther-von-der-Vogelweide-Preis (2000)
- Ehrenbürger von Partschins (2001)
- Ehrenmitglied des Südtiroler Künstlerbunds (2012)